# 昂通
昂通（法語：Anthon，法語發音：[ɑ̃tɔ̃]）是法国伊泽尔省的一个市镇，位于该省西北部，原属维埃纳区，2017年改属拉图尔迪潘区。

## 地理
昂通（45°47'27"N, 5°10'11"E）面积8.82 平方千米，位于法国奥弗涅-罗讷-阿尔卑斯大区伊泽尔省，该省份为法国东南部内陆省份，北起顺时针与安省、萨瓦省、上阿尔卑斯省、德龙省、阿尔代什省、卢瓦尔省和罗讷省。
与昂通接壤的市镇（或旧市镇、城区）包括：洛耶特、圣莫里斯德古尔当、维莱特当通、沙尔维约-沙瓦尼厄、沙瓦诺兹、雅内里亚。
昂通的时区为UTC+01:00、UTC+02:00（夏令时）。

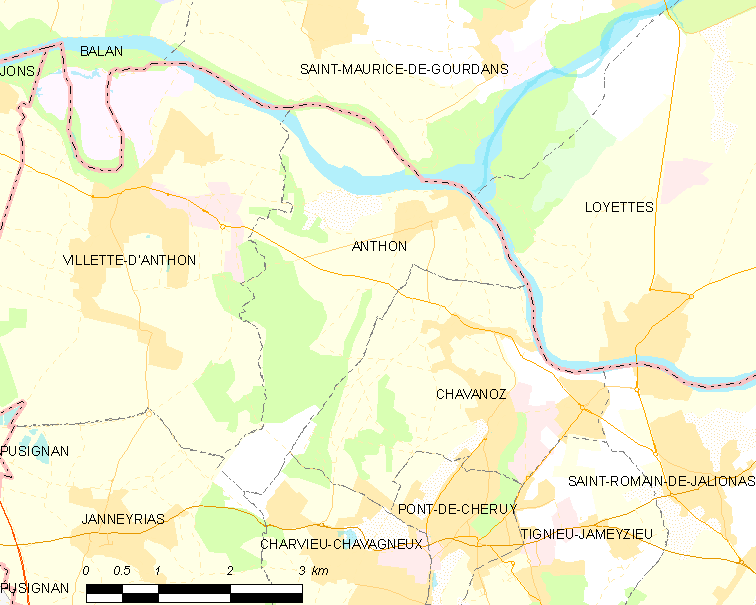
昂通的OSM定位图

## 行政
昂通的邮政编码为38280，INSEE市镇编码为38011。

## 政治
昂通所属的省级选区为沙尔维约-沙瓦尼厄县。

## 人口

1962-2008年间昂通人口变化图示

昂通于2022年1月1日时的人口数量为1137人。